# Pat Sajak
Pat Sajak (IPA: ˈseɪdʒæk, születési nevén Patrick Leonard Sajdak, Chicago, Illinois, 1946. október 26. –) Primetime Emmy- és háromszoros Daytime Emmy-díjas amerikai műsorvezető, televíziós személyiség. A Wheel of Fortune (Szerencsekerék) műsorvezetője 1981 óta. 1989-től 1990-ig a The Pat Sajak Show című talk show házigazdája volt. Filmekben és televíziós sorozatokban is szerepelt.

## Élete
1946. október 26.-án született Chicagóban. A Farragut High School tanulójaként érettségizett 1964-ben. Tanulmányait a Columbia College Chicago 
iskolában folytatta, miközben egy hotelben is dolgozott.
Az amerikai hadseregben lemezlovasként szolgált a vietnami háború idején. Ugyanazt a rádióműsort vezette, mint Adrian Cronauer, és tizennégy hónapig ugyanazt a beköszönést használta, mint Cronauer: "Jó reggelt, Vietnam!".
2019. május 8.-án bekerült a Guinness Rekordok Könyvébe, mivel 35 éve és 198 napja ugyanazt a műsort vezeti.

## Magánélete
Felesége Lesly Brown-Sajak fényképész. Két gyermekük született: Patrick Michael James Sajak (1990. szeptember 22.) és Maggie Marie Sajak (1995. január 5.) A marylandi Severna Parkban élnek, illetve Los Angelesben is van egy házuk.
2005-ben a Golden Baseball League független baseball-liga egyik befektetője lett.
Többször írt a Human Events magazinnak. Szkeptikus a klímaváltozással kapcsolatban.
A Washington Capitals hokicsapat szurkolója.